# Randolph megye (Arkansas)
Randolph megye az Amerikai Egyesült Államokban, azon belül Arkansas államban található. Megyeszékhelye és legnagyobb városa Pocahontas. Lakosainak száma 18 571 fő (2020. április 1.). Randolph megye Ripley, Lawrence, Clay, Greene, Sharp és Oregon megyékkel határos.

## Népesség
A megye népességének változása:
| Lakosok száma | 17 950 | 17 987 | 17 885 | 17 692 | 17 469 | 18 571 |
|               | 2010   | 2011   | 2012   | 2013   | 2015   | 2020   |